# Mischvorwärmer

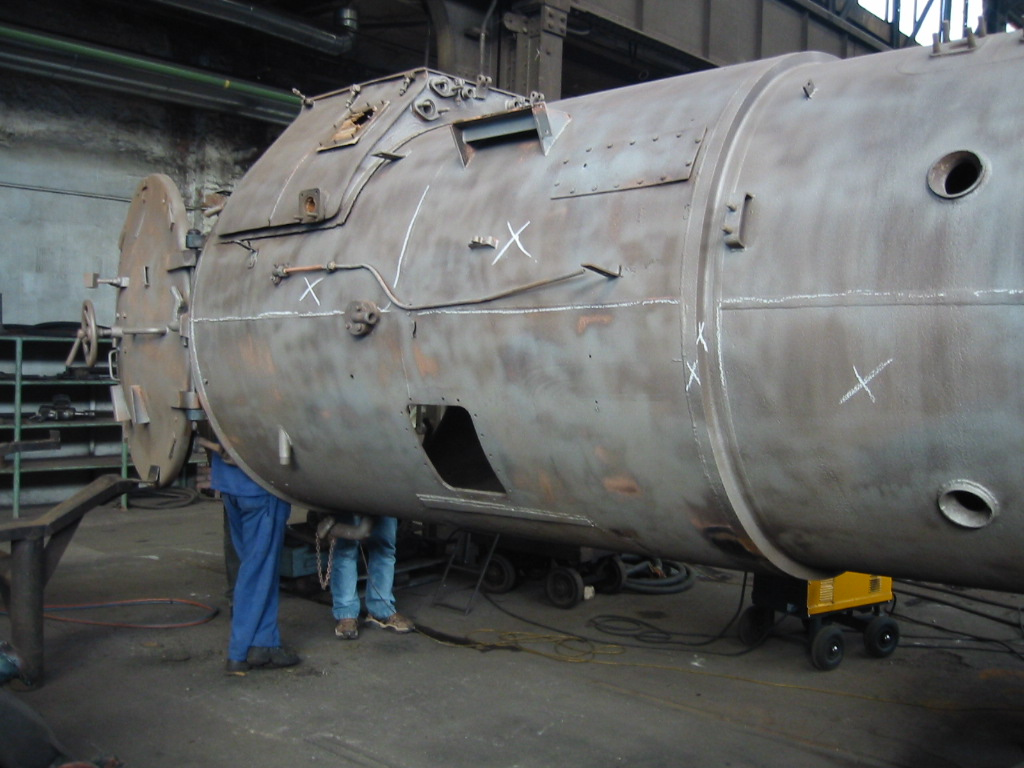
Rauchkammer mit Mischkasten (Mischvorwärmeranlage Bauart IfS/DR) an einem Neubaukessel 39E
(Meiningen, 2003)

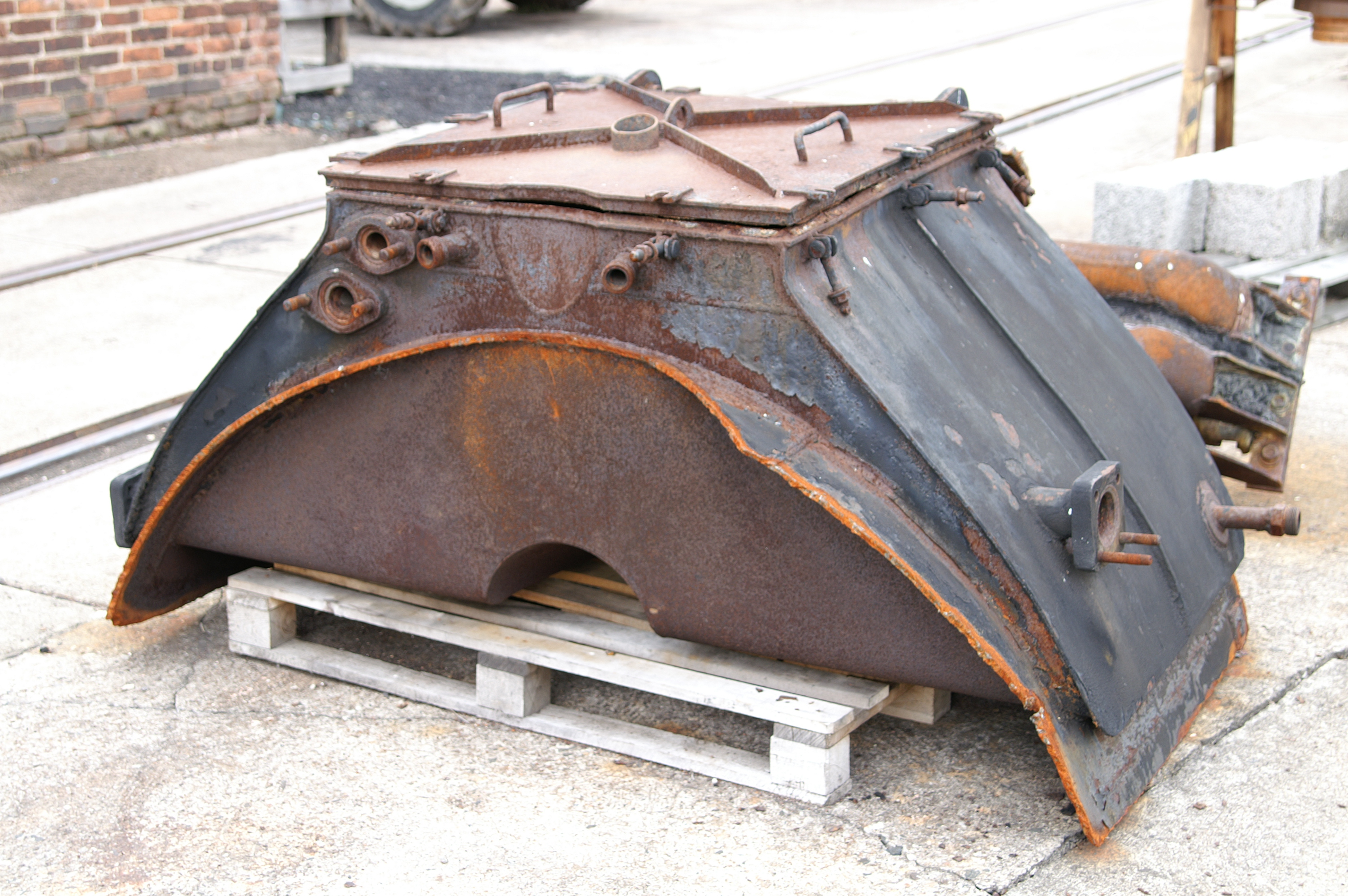
Ausgebauter Mischkasten, Schornsteinseite, links oben: Anschlüsse Kaltwasserzulauf, darüber Lichtmaschinenabdampf, Entlüftungsleitungen; rechts unten: Überlauf und Ablass Zyklonabscheider

Der Mischvorwärmer ist Teil der Kesselausrüstung von Dampflokomotiven, die sowohl der Vorwärmung des nachzuspeisenden Wassers als auch der äußeren Aufbereitung (Entgasung und teilweise Enthärtung) des Kesselspeisewassers dient.
Neubau- und Rekolokomotiven wurden zur Verbesserung des Wirkungsgrades und zur Einsparung von Speisewasser mit einer Mischvorwärmeranlage ausgerüstet. Mit der bei der Deutschen Reichsbahn hauptsächlich verbauten Anlage der Bauart IfS/DR konnten beispielsweise 15 % des mitgeführten Tenderwassers eingespart und damit der Einsatzradius der Dampflokomotiven erheblich vergrößert werden.
Komponenten der Mischvorwärmeranlage sind neben dem Mischkasten die Speisepumpe (bei der DR meist als Verbundmischpumpe ausgeführt), Abdampfsammelbehälter, Schlammabscheider, Ölabscheider und ein Überlaufmischbehälter. Mittels Fernthermometer und Hubanzeiger wird die Funktion der Anlage vom Führerstand überwacht.

## Wirkungsweise Bauart IfS/DR

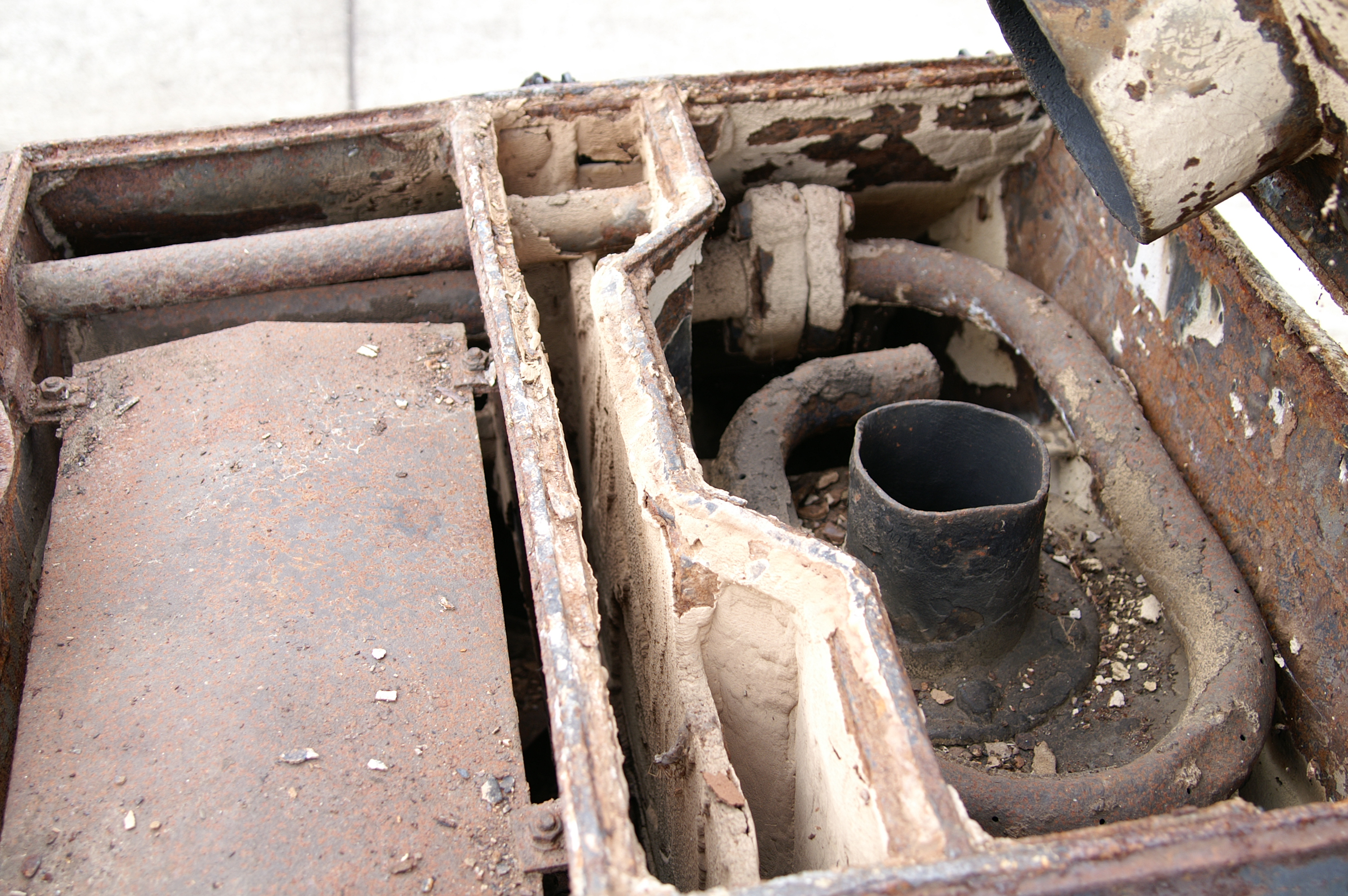
Mischkasten geöffnet, v. r. n. l.: Zyklonabscheider, Einspritzrohr, Trenn- und Überlaufwände, Entgasungskammer und Warmwasserkammer

Aus dem Vorratsbehälter oder aus dem Schlepptender fließt kaltes Wasser in den Überlaufmischbehälter und wird dort mit dem Überlaufwasser des Mischvorwärmers gemischt. Dabei steigt die Temperatur auf 30 bis 40 Grad Celsius. Der Kaltwasserteil der Verbundmischpumpe saugt das vorgewärmte Wasser an und drückt es durch die Kaltwasserdruckleitung in den Mischkasten. Durch das Einspritzrohr wird hier das ankommende Kaltwasser in der Mischkammer fein zerstäubt.
Vom Abdampf der Dampfmaschine wird am Blasrohrkopf ständig eine Teilmenge abgezweigt. Diese gelangt ebenfalls, gemeinsam mit dem Abdampf der Luft- und Speisepumpe, durch den als Zyklon ausgeführten Ölabscheider in die Mischkammer. Ein in den Abdampfleitungen ursprünglich installierter Abdampfsammelbehälter hat sich nicht bewährt und wurde (außer bei Lokomotiven der BR 65.10) wieder ausgebaut.
Das in die Mischkammer eingespritzte Kaltwasser vermischt sich mit dem Maschinenabdampf, der seine Wärme an das Wasser abgibt und abkühlt. Dabei wird ein Großteil der Abdampfmenge durch Kondensation niedergeschlagen. Insgesamt werden so zirka 15 % der gesamten eingespeisten Wassermenge zurückgewonnen. Das Speisewasser wird damit auf 90–100 Grad Celsius erwärmt und gelangt durch den Entgasungsraum des Mischvorwärmers, durch einen Schlammtopf und ein Verbindungsrohr in die Warmwasserkammer. Auf dem Weg in die Warmwasserkammer erfolgt die Ausfällung von Kesselsteinbildnern und die Entgasung des Speisewassers.
Durch ein kompliziertes System von Trenn- und Überlaufwänden und die Aufteilung des Mischvorwärmerkastens in drei Kammern wird verhindert, dass die Härtebildner und korrosionsfördernde Stoffe mit dem Warmwasser in den Kessel gelangen oder der Mischkasten bei geschlossenem Regler leerläuft.
Aus der Warmwasserkammer läuft das warme Wasser dem Warmwasserteil der Verbundmischpumpe zu, die es – den Kesseldruck überwindend – in den Kessel einspeist.

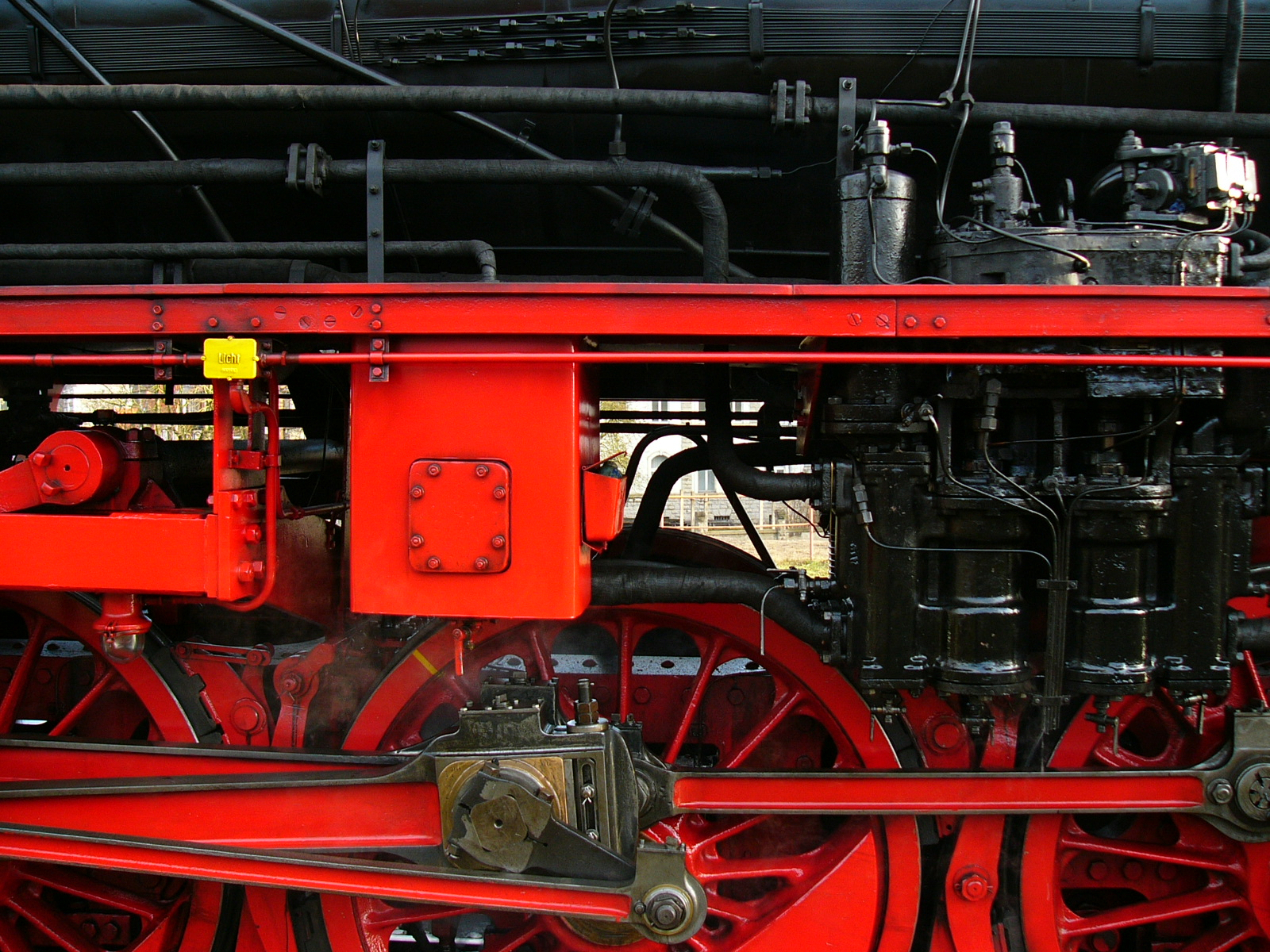
Schlammabscheider und Verbundmischpumpe an einer Rekolokomotive

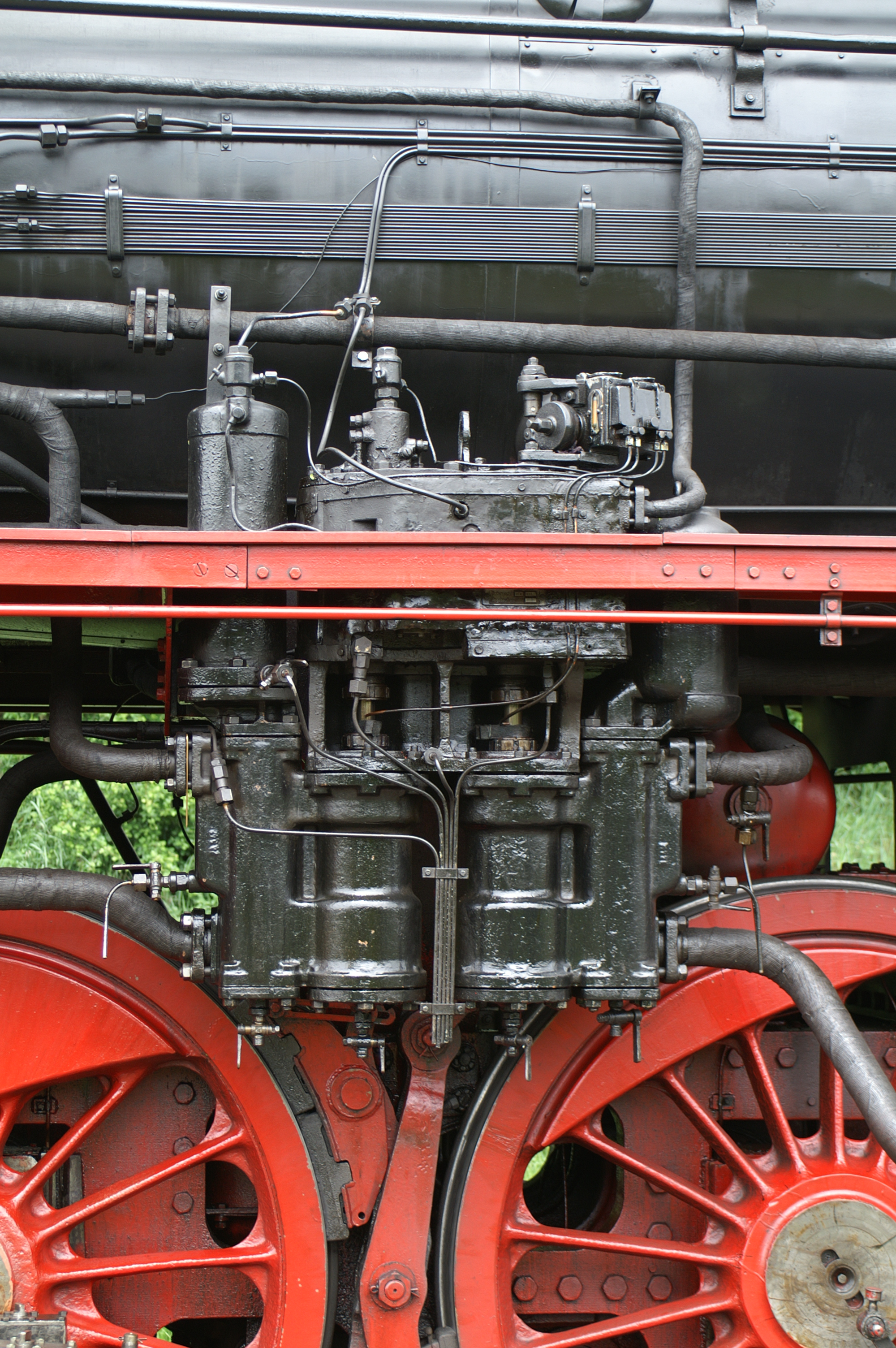
Verbundmischpumpe VMP 15-20 im Detail

## Verbundmischpumpe
Die VerbundMischPumpe VMP 15-20 (Bauart BBW) ist eine schwungradlose, Zweizylinder-Verbund-Kolbendampfpumpe, deren Zylinder (unüblich nebeneinander) in einem Gehäuse arbeiten. Der Hochdruckteil (auf dem Bild links) arbeitet dabei mit Volldruck auf den Warmwasserteil der Pumpe, während der Niederdruckzylinder (auf dem Bild rechts) als Expansionsdampfmaschine den Kaltwasserkolben treibt. Auf dem Bild sind auch der Warm- und Kaltwasserteil, jeweils mit den abgehenden Wasserleitungen; der Stoßdämpfer und der Windkessel (rechts und links auf dem Pumpenteil) sowie die Schmierpresse für die Versorgung der Pumpe mit Öl (oben) zu sehen. Die rechts nach unten führende Leitung ist die Kaltwassersaugleitung, darüber die Kaltwasserdruckleitung zum Mischvorwärmer. Analog ist auf der linken Seite unten die Warmwassersaugleitung, ankommend vom Schlammabscheider, und darüber die zum Kesselspeiseventil führende Warmwasserdruckleitung.
Die Pumpe fördert bei einem Dampfdruck von 12 bar mit 61 Doppelhüben gegen 14 bar Kesseldruck 15 m³/h (250 l/min) Speisewasser. Sie ist in der Lage,  bis zu einem maximalen Kesselgegendruck von 20 bar zu fördern. Das Aggregat hat eine Masse von ca. 700 kg. Die VMP 15-20 ist so ausgelegt, dass der Kaltwasserteil gegenüber dem Warmwasserteil stets eine größere Menge fördert. So ist gewährleistet, dass der Mischvorwärmer nicht leergesaugt wird. Das überschüssige Wasser aus dem Vorwärmer wird, zusammen mit dem eingeblasenen und kondensierten Abdampf, in den Überlaufmischbehälter und damit auf die Kaltwassersaugseite zurückgeführt.